# Вілле Ніємінен
Вілле Ніємінен (фін. Ville Nieminen; 6 квітня 1977, м. Тампере, Фінляндія) — фінський хокеїст, лівий нападник. 
Вихованець хокейної школи «Таппара» (Тампере). Виступав за «Таппара» (Тампере), «КооВее» (Тампере), «Герші Берс» (АХЛ), «Колорадо Аваланш», «Піттсбург Пінгвінс», «Чикаго Блекгокс», «Калгарі Флеймс», «Нью-Йорк Рейнджерс», «Сан-Хосе Шаркс», «Сент-Луїс Блюз», ХК «Мальме», «Сибір» (Новосибірськ), «Нафтохімік» (Нижньокамськ), «Динамо» (Рига), ХК Еребру, «Таппара» (Тампере), Лукко.
В чемпіонатах НХЛ — 385 матчів (48+69), у турнірах Кубка Стенлі — 58 матчів (8+12).
У складі національної збірної Фінляндії учасник зимових Олімпійських ігор 2002 і 2006 (12 матчів, 0+2), учасник Кубка світу 2004 (2 матчі, 0+0). У складі молодіжної збірної Фінляндії учасник чемпіонату світу 1997. 
Досягнення
- Срібний призер зимових Олімпійських ігор (2006)
- Володар Кубка Стенлі (2001), фіналіст (2004)
- Фіналіст Кубка світу (2004)